# Maisnil-lès-Ruitz
Maisnil-lès-Ruitz ist eine französische Gemeinde mit 1.685 Einwohnern (Stand: 1. Januar 2022) im Département Pas-de-Calais in der Region Hauts-de-France. Die Gemeinde gehört zum Arrondissement Béthune und zum Kanton Bruay-la-Buissière. Die Einwohner werden Maisnilois genannt.

## Lage
Maisnil-lès-Ruitz liegt im ehemaligen Nordfranzösischen Kohlerevier, etwa sechs Kilometer südwestlich von Béthune. Umgeben wird Maisnil-lès-Ruitz von den Nachbargemeinden Ruitz im Norden und Nordosten, Barlin im Osten und Nordosten, Fresnicourt-le-Dolmen im Süden und Südosten, Rebreuve-Ranchicourt im Süden und Südwesten sowie Houdain im Westen. An die Steinkohleförderung erinnern heute noch zwei die Umgebung um 90 Höhenmeter überragende Abraumhalden der früheren Zeche Nr. 6 im Nordwesten der Gemeinde.

## Bevölkerungsentwicklung
| Jahr                       | 1962 | 1968 | 1975 | 1982 | 1990 | 1999 | 2006 | 2013 | 2022 |
| -------------------------- | ---- | ---- | ---- | ---- | ---- | ---- | ---- | ---- | ---- |
| Einwohner                  | 1284 | 1287 | 1205 | 1192 | 1235 | 1215 | 1404 | 1579 | 1685 |
| Quellen: Cassini und INSEE |      |      |      |      |      |      |      |      |      |

## Sehenswürdigkeiten
- Kirche Saint-Sébastien aus dem 19. Jahrhundert
- Herrenhaus aus dem 18. Jahrhundert
- Park Olhain

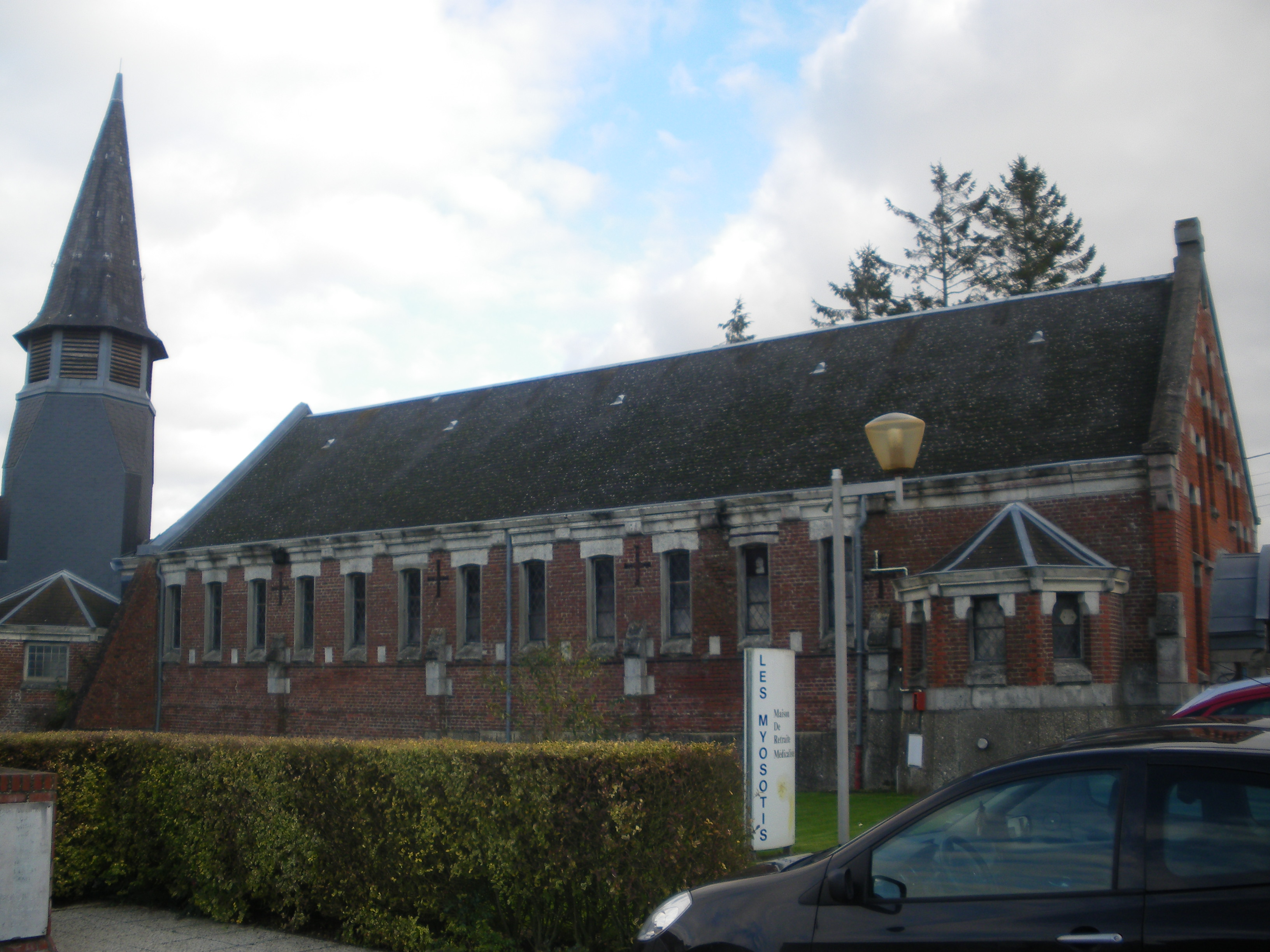
Kirche Saint-Sébastien
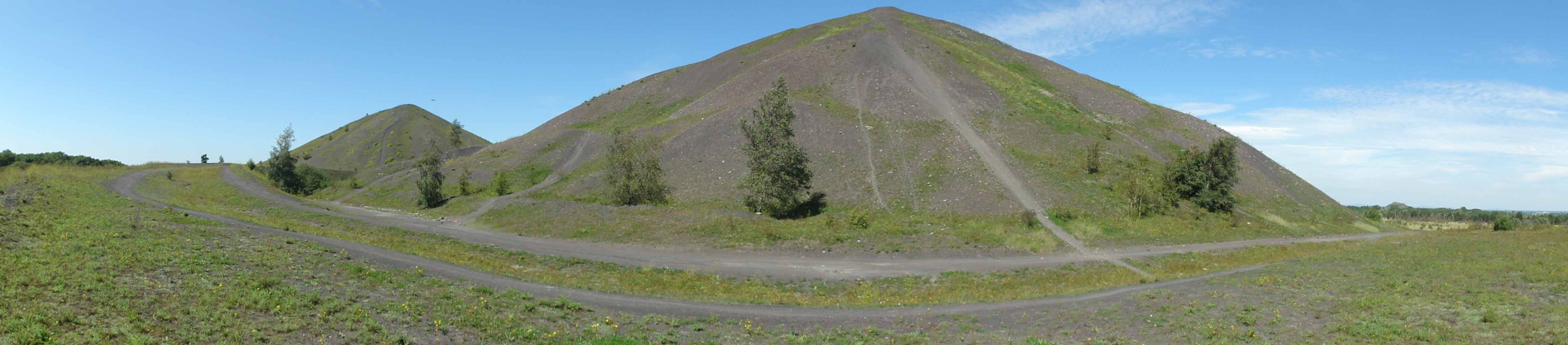
Abraumhalden